# Come-outer
Come-outer es un término acuñado en los años 1830 que denota a una persona que abandona una organización establecida o que avoca una reforma política.

## Historia
El término se aplica por primera vez durante el Segundo Gran Despertar para un pequeño grupo de americanos abolicionistas que disintieron de la ortodoxia religiosa y dejaron de ser miembros de sus iglesias voluntariamente ya que éstas no eran lo suficientemente progresistas en el tema de la abolición de la esclavitud.
Así una persona come-outer no se estaría dispuesta a pertenecer a una iglesia que tenga una posición neutral en el tema de la esclavitud y no votaría o se postularía a un puesto de administración ni tomaría posición en un gobierno que permitiera la esclavitud.
El término proviene del verso bíblico 2 Corintios 6:17 Salid de en medio de ellos, y apartaos, dice el Señor, Y no toquéis lo inmundo; Y yo os recibiré.

### Anti institucionalismo garrisoniano
William Lloyd Garrison  era un influyente abolicionista de Boston fundador de la New England Anti-Slavery Society y la Sociedad Antiesclavista Estadounidense a principios de los años 1830.
Garrision abogó por un fin inmediato de la esclavitud, más que por un proceso paso a paso trabajado a través del sistema político. En 1832 editó un tratado antiesclavitud llamado Thoughts on African Colonization (Pensamientos sobre la colonización africana) donde incluía la definición de "come out from among them" (separarse de ellos) escrita en la Segunda epístola a los Corintios, así como una frase del recién fallecido Doctor Thomson de Edimburgo" To say that we will only come out of the sin by degrees—that we will only forsake it slowly, and step by step... is to trample on the demands of moral obligation...".
En la convención antiesclavista de 1836, Garrison propone que sólo las iglesias que desean luchar contra la esclavitud deberían ser consideradas "la verdadera y real iglesia de Dios"
Esto fue visto por muchas personas como algo demasiado divisorio y se trataron otros conceptos hasta  la convención de 1837 donde se adopta una resolución que urgió a los abolicionistas al abandono de aquellas iglesias irresponsables Garrison's radical ideas defined a strong split within the anti-slavery societies, and Garrison was abandoned by all but a dedicated core group of like-minded abolitionists. The Boston-based group of reformers began to be called "come-outers".
El periódico editado por Garrison The Liberator, sirvió para difundir este punto de vista sobre la abolición y el anti-institucionalismo.
De vez en cuando aparecían noticias sobre come-outers, algunas reflejadas en otras publicaciones. En 1851, Garrison entrecomilló un artículo titulado "Come-outers en la cárcel" que apareció en la publicación The Barnstable Patriot: "Several of these poor deluded beings in Barnstable, whose actions we have before noticed, are now on trial in that town for an assault upon a constable when in the discharge of his duty…the poor creatures are insane, and can hardly be held responsible for their acts.  ….the most fitting place for these unfortunate beings is in the Insane Hospital." Garrison offered his opinion that the 'poor deluded beings' were quite properly "laboring under religious insanity."
Algunas de las regiones de Estados Unidos que apoyaron la causa fueron Cape Cod, Nuevo Hampshire y New York.

### Abolición y reforma de la iglesia
Come-outers se dividieron más tarde en aquellos que como Garrison están contra las instituciones y aquellos que pensaban que los sistemas políticos y las iglesias se podían reformar y convertir en organizaciones antiesclavitud.
Los "come-outers no garrisonianos" se salieron de iglesias metodistas, baptistas y presbiterianas para formar nuevas doctrinas sin esclavitud y/o focalizadas en evitarla. La convención baptista antiesclavitud de 1840 ayudó a tratar el tema y provocó una división entre los baptistas. La American Baptist Free Mission Society formada en 1843 en Boston con 17 baptistas liderados por William Henry Brisbane abandonó la iglesia para crear un grupo evangélico no-racista y antiesclavista con misiones en Haití, Burma y África James G. Birney y Gerrit Smith estuvieron entre los que abandonaron la iglesia Presbiteriana.
La American Missionary Association, es un grupo no-denominacional formado en 1846, de miembros mayoritariamente presbiterianos y congregacionales que fueron capaces de conducir a sus iglesias a unirse en la lucha contra la esclavitud. La Wesleyan Methodist Connection se organiza en 1843 y creció hasta los 15.000 miembros, muchos de los cuales eran no-metodistas Hacia 1850, el número de miembros en iglesias come-outer, junto con denominaciones  como los Free Will Baptist que habían estado desde hacía mucho tiempo contra la esclavitud, alcanzaron los 241 000 en EE. UU.

### Resistencia fiscal contra la esclavitud
Algunos come-outers aplicaron la Resistencia fiscal para evitar financiar a un gobierno que no trabajaba por acabar con la esclavitud. Henry David Thoreau y Amos Bronson Alcott utilizaron este método de lucha para esta causa.
También la Brook Farm fue una empresa come-outer.

## Personas
- Abby Kelley abandonó su iglesia cuáquera en 1841, "sintiendo la obligación de salir y separarme"[11]
- Maria Weston Chapman
- Wendell Phillips[12]